# Мисливський заказник Ґанґала-на-Бодіо
Мисливський заповідник Ґанґала-на-Бодіо — мисливський заповідник у Демократичній Республіці Конго. Заповідник був створений у 1974 році і займає площу 9 829 км2. Заповідник розташований на півночі країни біля кордону з Південним Суданом і примикає до національного парку Гарамба, утворюючи захисну буферну зону для парку. 
Під час вивчення стану популяції слонів у заповіднику було нараховано 1202 особини.